# Rajo (Unterdistrikt)
Rajo (bzw. Radjou oder Rājū, kurdisch Reco [rəɟo]; arabisch راجو Rādschū, DMG Rāǧū) ist eine sogenannte Nahiya, ein Unterdiskrikt im syrischen Verwaltungsaufbau. Er liegt im Distrikt Afrin im Gouvernement Aleppo im Nordwesten Syriens. Der Hauptort des Unterdistriktes ist das gleichnamige Rajo.
Rajo liegt etwa 20 Kilometer nordwestlich von Afrin auf der Hochebene Baylan in der Region Kurd Dagh. Der gesamte Distrikt hat knapp 67.000 Einwohner.  Er umfasst etwa 65 Dörfer bzw. Gehöfte. Die Fläche beträgt 352 km².
Der Name Rajo geht auf die gleichnamige kurdische Familie des Stammes (Eşiret) Schaykh(k)an zurück. Rajo liegt seit 1912 an der Linie der Bagdadbahn.
Türkische Truppen besetzten das Gebiet am 3. März 2018 im Zuge der türkischen Militäroffensive auf Afrin.

## Dörfer und Gehöfte im Distrikt
- Almana
- Daudau
- Hadsch Khalil
- Koran
- Hopka
- Maskanli
- Muske
- Rajo, Hauptort